# 博伊基 (羅加京區)
49°18′35″N 24°46′42″E / 49.30972°N 24.77833°E
博伊基（烏克蘭語：Бойки），是烏克蘭西部的村莊，隸屬伊萬諾-弗蘭科夫斯克州的伊萬諾-弗蘭科夫斯克區。該村面積1.46平方公里，2001年人口16，人口密度每平方公里10.9人。